# Puiforniu (Soriguera)
Puiforniu, sovint grafiat Puigforniu, forma original del nom actual, fou un poble del terme municipal de Soriguera, a la comarca del Pallars Sobirà. Ja pertanyia al terme de Soriguera abans que aquest fos ampliat amb l'annexió d'Estac.
Les seves restes estan situades a la zona central del terme, a prop i a llevant de Tornafort, al sud-oest de Vilamur i a ponent, bastant més lluny, de Soriguera. Està aturonat a l'esquerra del Torrent de l'Olla, a l'extrem d'un pla denominat els Camps. És en el contrafort nord-oriental del Serrat de Toscarri.
Formen el poble l'església de Santa Cecília, i mitja dotzena de cases, detallades més endavant, situades a una cruïlla de camins que fou important temps enrere. S'hi trobaven els camins de Soriguera, Vilamur i Tornafort.

## Etimologia
Segons Joan Coromines, Puiforniu és un mot compost, amb el primer formant, Pui-, que és una forma dialectal pallaresa de Puig, i un segon formant, forniu, adjectiu de forn. Es tracta, doncs, d'un topònim ja plenament romànic, d'origen medieval.

## Geografia

### El poble de Puiforniu
El petit poble de Puiforniu és a l'extrem de llevant d'un pla damunt d'un fort costaner cap a la riba del Torrent de l'Olla. Les seves poques cases estan lleugerament separades entre elles, i el camí d'accés al poble fa alhora de carrer. L'església de Santa Cecília és a l'extrem de llevant del poble.

#### Les cases del poble[2]
| - Casa Bisbe - Casa Buseu | - Casa Cotxó - Borda d'Orient | - Casa Putxó - La Rectoria | - Casa Senyoria - Casa Vaqueró |

## Història

### Edat contemporània
Pascual Madoz dedica un article breu del seu Diccionario geográfico... a Puiforniu (Puigforniu). Hi diu que és una localitat agregada del districte municipal de Soriguera. Es troba a l'embocadura de dos barrancs, en un lloc dominat per dues muntanyes molt altes. El clima hi és fred, propens a les inflamacions i les pulmonies. Tenia en aquell moment 4 cases i l'església de Santa Cecília, annexa de la de Malmercat. Les terres són fluixes, pedregoses i muntanyoses. S'hi produïa sègol, patates, mongetes i fenc i s'hi criava bestiar de tota mena. Hi havia caça de llebres, perdius i conills. Comptava amb 3 veïns (cap de casa) i 17 ànimes (habitants).

#### Demografia[4]
| 1857 | 1888 | 1900 | 1920 | 1930 | 1940 | 1950 | 1960 | 1970 | 1981 | 1991 | 2000 | 2002 | 2004 | 2006 | 2008 | 2010 | 2011 |
| ---- | ---- | ---- | ---- | ---- | ---- | ---- | ---- | ---- | ---- | ---- | ---- | ---- | ---- | ---- | ---- | ---- | ---- |
| 43   | 22   | 17   | 25   | 28   | 24   | 17   | 18   | 17   | 8    | 6    | 8    | 9    | 11   | 11   | 13   | 9    | 8    |

## Comunicacions
S'hi arriba per una pista rural asfaltada, la Carretera de Puiforniu, que arrenca cap al sud-est del punt quilomètric 6,5 de la carretera LV-5131, a l'indret de la Font del Serni, a migdia i damunt del Bosc de Saverneda. En uns 3 quilòmetres hom arriba a Puiforniu, i, seguint la mateixa carretera, en 2 més es troba el poble de Soriguera. No hi ha cap mitjà de transport públic que arribi a Puiforniu.